# Martialia hyadesii
Martialia hyadesii är en bläckfiskart som beskrevs av Alphonse Trémeau de Rochebrune och Mabille 1889. Martialia hyadesii ingår i släktet Martialia och familjen Ommastrephidae. Inga underarter finns listade i Catalogue of Life.